# Savakanmaindan
Savakanmaindan (o Savakan Maindan, Saavanmaindan i Chavakanmaindan) fou un monarca del regne de Jaffna i rei o virrei de Tambralinga. Era fill del rei savakan Chandrabhanu de Tambralinga que va ocupar el tron tàmil del nord de Ceilan el 1255. Durant el seu govern a Jaffna, el viatger venecià Marco Polo va visitar el nord-est de l'illa de població tàmil.

## Govern
Chandrabhanu es va traslladar al nord després del seu fracàs en la invasió del sud de Ceilan i es va assegurar el tron d'un regne tàmil al nord al voltant de 1255. Durant aquest temps, el seu fill Savakanmaindan va administrar Tambralinga. Jatavarman Sundara Pandya I, el sobirà de l'imperi Pandya de Tamilakam va intervenir el 1258 i va imposar a Chandrabhanu la sobirania Pandya; el rei del nord va haver d'entregar anualment elefants i joies precioses com a tribut. Un segon intent de Chandrabhanu per envair el sud va incitar al príncep Jatavarman Veera Pandya I, germà de l'emperador Jatavarman Sundara Pandya I a intervenir vers 1262-1264. Chandrabhanu va morir en batalla. Veera Pandyan va hissar la bandera victoriosa de Pandya (amb un brai) al temple de Koneswaram a Konamalai. El Kudumiyamalai Prasasti de l'onzè any del regnat de Veera Pandya esmenta les riqueses que aquesta conquesta va portar als Pandyes. Savakanmaindan, qui havia resistit a les forces de Jatavarman Veera Pandya a Jaffna Patnam (Jaffnapatam), va heretar el tron del nord tàmil a la mort del seu pare .
Savakanmaindan va resistir inicialment al sobirà Pandya però finalment es va sotmetre. Va ser premiat i se li va permetre retenir control del regne de Jaffna mentre Sundara Pandya va quedar com a emperador suprem Pandyan. Marco Polo, descriu l'imperi de Sundara Pandya com el més ric en el món; el viatger va visitar el regne de Jaffna fins a Trincomalee, i va descriure el locals sota el rei Sendemain com majoritàriament despullats i alimentant-se d'arròs i carn. La terra era abundant amb rubís i altres pedres precioses, tot i que en aquest temps Savakanmaindan ja no pagava tributs als Pandyes. Quan Savakamaindan es va embarcar en una altra invasió del sud, els Pandyes sota el rei Maravarman Kulasekara Pandyan I un altre cop va envaïr i derrotar les seves forces a finals de la dècada de 1270. Per superar el poder tàmil a la regió, finalment van instal·lar un dels seus ministres i príncep (que havia estat a càrrec de la invasió), Kulasekara Cinkaiariyan, un Aryacakravarti com a rei.